# Vahliaceae
Vahliaceae es una familia con un único género, Vahlia, que consta de 23 especies de plantas fanerógamas. Es la única familia del orden Vahliales según el APG IV.
Etimología
La familia Vahliaceae y el género Vahlia fueron nombrados en honor del botánico Martin Vahl.

## Especies
- Vahlia capensis
- Vahlia cordofana
- Vahlia cynodonteti
- Vahlia dichotoma

## Sinonimia
- Bistella.